# Paralephana pyxinodes
Paralephana pyxinodes is een vlinder uit de familie spinneruilen (Erebidae). De wetenschappelijke naam is voor het eerst geldig gepubliceerd in 1958 door Viette.
De soort komt voor in tropisch Afrika.